# 諾維爾山
諾維爾山（英語：Mount Noville）是南極洲的山峰，位於瑪麗伯德地，處於鮑林山以東7公里，屬於毛德王后山脈的一部分，海拔高度2,410米，現時由南極條約體系管理。